# Josef Tošovský
Josef Tošovský (Náchod, 28 settembre 1950) è un economista e politico ceco.
È stato primo ministro di un governo tecnico tra 1997 e 1998, mentre era anche governatore della Banca nazionale della Repubblica Ceca, che ha diretto tra il 1993 e il 2000.